# Széchenyi István Gimnázium (Dunaújváros)
A Széchenyi István Gimnázium egy középfokú oktatási intézmény Dunaújvárosban.

## Története
Az intézményben 1953 őszén indult az oktatás 72 tanulóval. 1963 őszétől új épületben működött. 1967-től Münnich Ferenc miniszterelnök nevét viselte, majd a rendszerváltás után Széchenyi Istvánnevét vette föl az intézmény. 1992-ben új szárny és szint épült és a hagyományos négyosztályos képzési rendszer mellett megindult a nyolcosztályos gimnáziumi képzés is.

## Iskolai élet
Az iskolában matematika-fizika, angol nyelvi, német nyelvi illetve humán tagozatot indulnak. A 11.-12. évfolyam tanulói fakultációként heti 3-3 órában tanulhatnak.
Az iskolának vannak megszokott, régi múltra visszatekintő hagyományai, melyek hozzájárulnak a családias, kellemes légkörhöz. Ide sorolhatjuk a tréfás feladatokból álló gólyaavatót, a Széchenyi-hetet. A gimnázium diákjai érdekeik képviseletére és a diákönkormányzat élére diákigazgatót választanak minden évben. Általában két-három párt szokott pályázni programok, reklámok, videók segítségével. Az iskola talán legrégibb hagyománya a négyévenkénti verőcemarosi kirándulás, melyen az egész iskola részt vesz. Erre az iskola diákjai úgy tekintenek, hogy ezért „érdemes lenne osztályt ismételni”. Rohonczi István vezeti a Szivacs Galériát. Kiállítások, koncertek, rendezvények helyszíne a Gimnázium.
Az iskola büszke arra, hogy dunaújvárosi orvosok, színészek stb. kerültek ki padjaiból.

## Külföldi kapcsolatok
A németet tanuló diákok számára létesített dortmundi kapcsolat már 21 éve tart. Minden tanév tavaszán a magyar diákok látogatnak Dortmundba, ősszel pedig a német tanulók érkeznek Magyarországra.

## Elismerések
A zenei életigen aktív az iskolában, melyben több kórus is működik. Vegyeskórusuk 2008 januárjában megkapta Dunaújváros legmagasabb kulturális kitüntetését, a Pro Cultura Intercisae díjat.

## Kronológia
- 1953-ban alapítják meg az iskolát Sztálinvárosi Általános Gimnázium néven.
- 1963-tól működik a jelenlegi épületében a középiskola.
- 1967-ben Münnich Ferenc nevét kapja az intézmény.
- 1990-től a diákok és tanárok kérésére Széchenyi István nevét viseli az iskola.
- 1992-ben megépül az épület új szárnya, tetőteret kap az iskola, és elindul a nyolcosztályos képzés.
- 2006-ban közadakozásból felállítják Széchenyi István mellszobrát (Rohonczi István, az iskola művésztanárának alkotását) az iskola előtt.

## Híres tanulók
- Dorkota Lajos (1958–) jogász, politikus

## Épülete
- 2400 Dunaújváros, Dózsa György út 15/A, a Dózsa mozitól 4 percre, az autóbusz-állomástól 6 percre.
- GPS: N 46.96260 E 18.93620

## Külső hivatkozások
- Széchenyi István Gimnázium
- Dunaújváros online
- Az iskola hivatalos oldala.